# Alexander Munksgaard
Alexander Munksgaard, né le 13 décembre 1997 au Danemark, est un footballeur danois qui évolue au poste d'arrière droit à l'AGF Aarhus.

## Biographie

### Débuts professionnels
Alexander Munksgaard est formé par le FC Midtjylland, au Danemark. Il fait ses débuts en professionnel le 24 juillet 2015, lors d'un match de championnat face à SønderjyskE. Titulaire lors de cette partie, son équipe l'emporte sur le score de deux buts à un.
Le 31 août 2016, Munksgaard est prêté pour une saison au Lyngby BK.

### AGF Aarhus
Le 4 janvier 2019, lors du mercato hivernal, Alexander Munksgaard s'engage en faveur de l'AGF Aarhus où il signe un contrat de cinq ans. Il joue son premier match sous ses nouvelles couleurs le 8 février 2019 en étant titularisé face à l'Esbjerg fB, en championnat. Son équipe l'emporte par deux buts à zéro ce jour-là.
Alors qu'il s'est imposé comme un titulaire, Munksgaard perd sa place avec l'arrivée en prêt du néerlandais Kevin Diks, et joue peu lors de la saison 2020-2021.
Le temps de jeu de Munksgaard est encore en baisse au cours de la 2021-2022 mais le joueur refuse de partir au mercato, dans l'espoir de reprendre sa place. Le directeur sportif du club d'alors, Stig Inge Bjørnebye loue par ailleurs l'excellent état d'esprit du joueur.
L'arrivée à son poste de Tobias Mølgaard lors de l'été 2022 continue d'assombrir l'avenir de Munksgaard à l'AGF mais le joueur reste persuadé de pouvoir regagner sa place et de convaincre le nouvel entraîneur Uwe Rösler de le titulariser, à un an du terme de son contrat.

### En sélection nationale
Alexander Munksgaard est sélectionné dans toutes les équipes nationales de jeunes. 
Il reçoit notamment onze sélections avec les moins de 17 ans, et également onze sélections chez les moins de 19 ans. Il participe aux éliminatoires du championnat d'Europe des moins de 19 ans en 2015 et 2016.
Il fête sa première sélection avec l'équipe du Danemark espoirs le 14 novembre 2018 face à l'Espagne, en match amical. Il entre en jeu à la place d'Andreas Poulsen ce jour-là, et le Danemark s'incline sur le score de quatre buts à un.